# Sindang Marga (Bayung Lencir)
Sindang Marga is een bestuurslaag in het regentschap Musi Banyuasin van de provincie Zuid-Sumatra, Indonesië. Sindang Marga telt 1461 inwoners (volkstelling 2010).